# Nocito
Nocito est un village de la province de Huesca, situé dans la Hoya de Huesca, sur la commune de Nueno, sur le versant nord de la Sierra de Guara. Le village est divisé en deux quartiers par le río Guatizalema : le quartier San Juan et le quartier San Pedro, du nom des églises des dits quartiers. Le village compte trois lieux de culte : l'église paroissiale Saint-Jean-Baptiste, chapelle Saint-Pierre et la chapelle Saint-Urbain. Les fêtes du village ont lieu chaque année le dernier week-end du mois d'août.